# Liste der Biografien/Lanf
Liste der Biografien |
Portal Biografien |
Personensuche
# |
A |
B |
C |
D |
E |
F |
G |
H |
I |
J |
K |
L |
M |
N |
O |
P |
Q |
R |
S |
T |
U |
V |
W |
X |
Y |
Z |
?
 
La |
Lb |
Lc |
Le |
Lg |
Lh |
Li |
Lj |
Ll |
Lm |
Lo |
Lp |
Lt |
Lu |
Lv |
Lw |
Lx |
Ly |
Lz
 
Laa |
Lab |
Lac |
Lad |
Lae–Lah |
Lai |
Laj |
Lak |
Lal |
Lam |
Lan |
Lao |
Lap |
Laq |
Lar |
Las |
Lat |
Lau |
Lav |
Law |
Lax |
Lay |
Laz
 
Lana |
Lanc |
Land |
Lane |
Lanf |
Lang |
Lanh |
Lani |
Lanj |
Lank |
Lanl |
Lanm |
Lann |
Lano |
Lanp |
Lanq |
Lanr |
Lans |
Lant |
Lanu |
Lanv |
Lanw |
Lanx |
Lany |
Lanz
Die Liste der Biografien führt alle Personen auf, die in der deutschsprachigen Wikipedia einen Artikel haben. Dieses ist eine Teilliste mit 24 Einträgen von Personen, deren Namen mit den Buchstaben „Lanf“ beginnt.

## Lanf

### Lanfe
- Lanfer, Mathias (* 1961), deutscher Bildhauer/Zeichner und Hochschullehrer an der Hochschule für angewandte Wissenschaft in Krefeld
- Lanfermann, Heinz (1950–2024), deutscher Politiker (FDP), MdL, MdB
- Lanfermann, Mechthild (1969–2024), deutsche Journalistin und Schriftstellerin

### Lanfi
- Lanfield, Sidney (1898–1972), US-amerikanischer Filmregisseur

### Lanfo
- Lanford, Emma, britische Pop- und Soul-Sängerin
- Lanford, Oscar (1940–2013), US-amerikanischer Mathematiker und Physiker

### Lanfr
- Lanfranchi, Agostino (1892–1963), italienischer Skeletonpilot uns Bobfahrer
- Lanfranchi, Antonio (1946–2015), italienischer Geistlicher, katholischer Bischof
- Lanfranchi, Gaetano (1901–1983), italienischer Bobfahrer
- Lanfranchi, Jean (1923–2017), französischer Fußballspieler und -trainer
- Lanfranchi, Luigi (1908–1986), italienischer Archivar
- Lanfranchi, Marcel (1921–2013), französischer Fußballspieler und -trainer
- Lanfranchi, Mario (1927–2022), italienischer Opern- und Filmregisseur
- Lanfranchi, Paolo (* 1968), italienischer Radrennfahrer
- Lanfranchi, Pierre (* 1959), französischer Historiker
- Lanfranchi, Vincenzo (1875–1952), italienischer Radsportler, Motorradrennfahrer und Unternehmer
- Lanfranchini, Cristoforo (1430–1504), italienischer Diplomat, Politiker und Jurist
- Lanfranco, Giovanni († 1545), italienischer Organist und Musiktheoretiker der Renaissance
- Lanfranco, Giovanni (1582–1647), italienischer Zeichner und Maler
- Lanfranconi, Enea Grazioso (1850–1895), italienisch-österreichischer Hydrologe und Kunstsammler
- Lanfrank von Bec († 1089), mittelalterlicher Theologe, Erzbischof von CanterburyLanfrank von Bec († 1089)

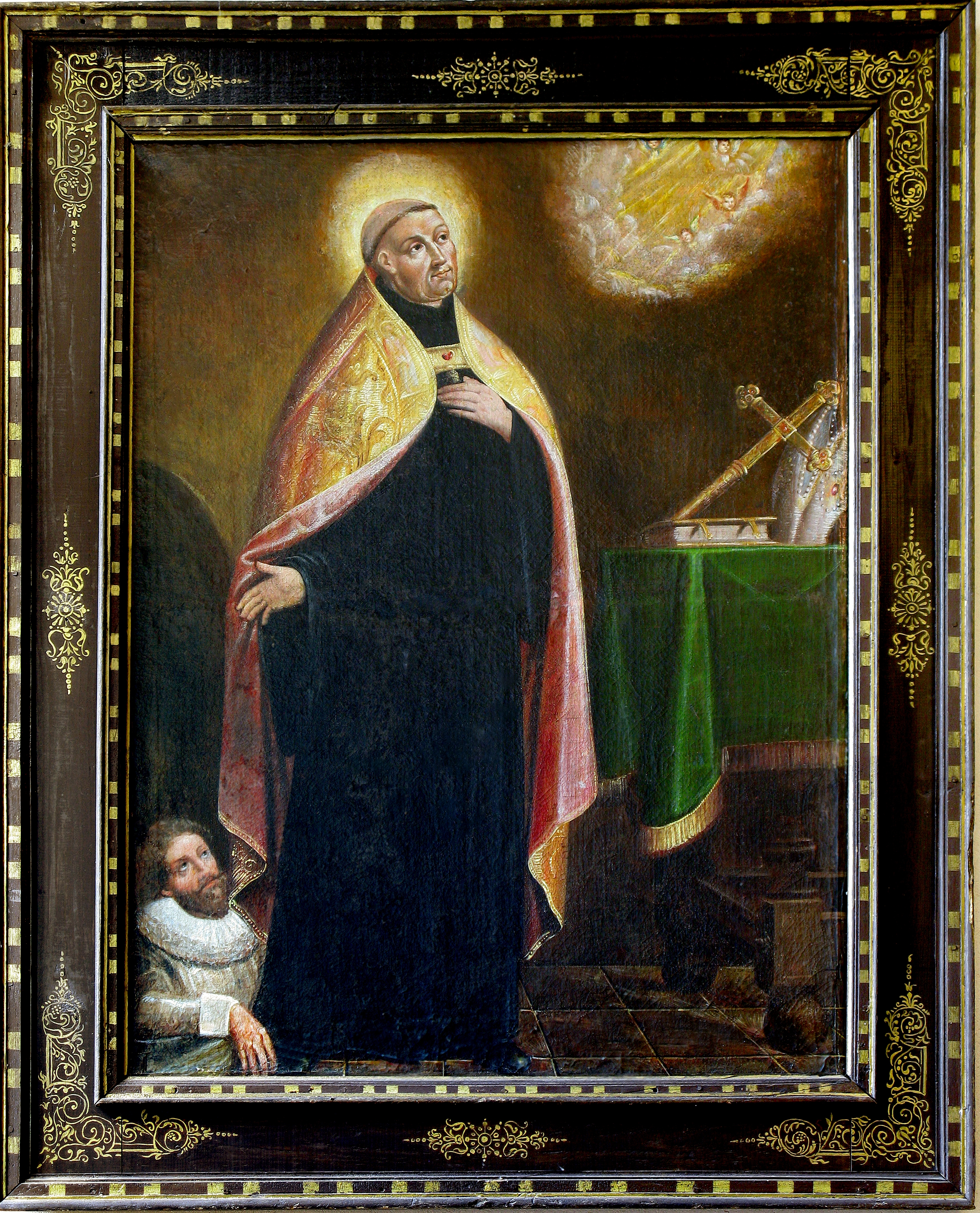
Lanfrank von Bec († 1089)

- Lanfrank von Mailand, Chirurg des Mittelalters
- Lanfredini, Giacomo (1680–1741), Kardinal der römisch-katholischen Kirche
- Lanfrey, Pierre (1828–1877), französischer Politiker und Historiker